# 南瑞号无防护巡洋舰
南瑞（意为“南方祥瑞”）是为清朝新式海军建造的一艘无防护巡洋舰。该舰由德国基尔的霍瓦兹一德意志造船厂承建，武备则由英国艾爾斯威克的阿姆斯特朗-惠特沃斯公司安装。其与同级舰“南琛”号是在“开济”号巡洋舰的设计方案改进而成。西方列强普遍认为，即便在建成之时，南瑞舰的设计也已然过时。
该舰在1884年至1885年中法战争期间表现活跃。最初作为驻防南京的防御舰队一员，之后加入赴台作战的中国舰队巡洋舰分队，参与突破法军对台湾封锁的军事行动，并由此引发了石浦海战。战后“南瑞”号被封锁在宁波港内直至战争结束。该舰最终于1903年退役，1906年作为废铁出售。

## 设计和描述
南琛级无防护巡洋舰的设计相比同期清朝新式海軍向欧洲船厂订购的其他军舰更为简易。该级舰与“开济”号巡洋舰类似，但采用钢材而非木材建造。“南瑞”号及其同级舰“南琛”号在建造时即已过时；彼时海军已开始装备“致远”号等装甲巡洋舰与防护巡洋舰。
“南瑞”号全长275.5英尺（84.0），舷宽37.5英尺（11.4米），吃水深度15英尺（4.6米）。排水量2,200長噸（2,200公噸），配备250名官兵。除水线处装有软木防护带外，全舰无装甲防护。与作为设计蓝本的“开济”号不同，“南瑞”号配备双烟囱而非单烟囱。该级两舰均装有撞角舰艏，并采用抬高的艏楼甲板与艉楼设计。动力系统由一台复合式蒸汽机和八台锅炉组成，驱动单轴推进，输出功率2,400匹指示馬力（1,800千瓦特），最高航速15節（28每小時；17英里每小時）。
“南瑞”号初始武备包括两门8.2英寸（21）阿姆斯特朗后膛炮、八门4.7英寸（12）阿姆斯特朗后膛炮及若干哈奇开斯速射炮。两门大口径火炮安装于烟囱前方的舷台炮位，较小口径的阿姆斯特朗炮则以舷侧布置方式安装在舰体中部，并分别配置于前甲板、尾楼及尾楼前方的附加舷台。该舰虽在德国下水，其武器装备系南琛舰停靠英国埃尔斯维克期间由阿姆斯特朗-惠特沃斯公司加装。至1884年，该舰已配备一艘鱼雷艇。

## 服役历史
1883年初，中国向德国霍瓦尔特-德意志船厂订购了两艘巡洋舰。1884年1月8日“南瑞”号下水时，因中法战争迫在眉睫，德方正扣留部分中国订购的军舰（如定远级铁甲舰）禁止出境。“南瑞”号于是被秘密运往中国。“南瑞”号及其姊妹舰回国后被送往江南制造局进行结构强化。尽管存在一定的问题且设计已然过时，这两艘德制巡洋舰仍受到中国当局的高度重视。

### 中法战争
1884年8月战争爆发后，“南琛”号与“南瑞”号被派往南京，协同“开济”号执行防御任务。尽管中方预期法军将立即进攻南京，法国海军却转而攻占台湾并展开了封锁。中方于是集结舰队以突破封锁，舰队由提督吴安康统率，包括两艘南琛级巡洋舰、“开济”号、“驭远”号无防护巡洋舰及小型风帆战船“澄庆”号。五舰于12月自上海出发，经长时间整训后才投入作战，直至次年2月方与法军交战。
中国舰队以“开济”号为旗舰组成V形阵发起攻击，但很快意识到火力不敌法军而撤退。行动迟缓的“驭远”号和“澄庆”号在雾中与三艘巡洋舰失散后撤入石浦湾，由此引发石浦海战。“南琛”号、“南瑞”号和“开济”号则向北驶至宁波港，与炮舰“超武”号及运输船“元凯”号会合。五舰随后遭法国分舰队封锁于港内。1885年3月，双方进行了一些零星的炮火交战，这也是“南瑞”号在战争中最后的作战记录。

### 结局
甲午战争期间，“南琛”号与“南瑞”号被派往台湾海峡执行巡逻任务。该舰最终于1903年退役，并于1906年作为废铁出售。

## 脚注
1. ↑  Wright (2000)，第53頁.
2. 1 2 3 4 5  Wright (2000)，第56頁.
3. 1 2  Chesneau & Kolesnik (1979)，第396頁.
4. ↑  Wright (2000)，第182頁.
5. ↑  Wright (2000)，第54頁.
6. ↑  陳悦 (2013)，第51頁.
7. ↑  Wright (2000)，第57頁.
8. ↑  Wright (2000)，第63頁.
9. 1 2  Wright (2000)，第64頁.
10. ↑  Wright (2000)，第65頁.
11. ↑  陳悦 (2013)，第52頁.